# Comuna Dmîtrivka, Berezanka
Dmîtrivka (în ucraineană Дмитрівка) este o comună în raionul Berezanka, regiunea Mîkolaiiv, Ucraina, formată din satele Bohdanivka, Cervonîi Podil, Dmîtrivka (reședința), Hannivka, Ielîzavetivka, Jurivka, Komisarivka și Oleksandrivka.

## Demografie
Componența lingvistică a comunei Dmîtrivka
     Ucraineană (97,53%)
     Rusă (1,82%)
     Alte limbi (0,32%)
Conform recensământului din 2001, majoritatea populației comunei Dmîtrivka era vorbitoare de ucraineană (97,53%), existând în minoritate și vorbitori de rusă (1,82%).